# Rolf Schimpf
Rolf Schimpf (* 14. November 1924 in Berlin; † 22. März 2025 in Pullach im Isartal) war ein deutscher Schauspieler. Bekannt machte ihn unter anderem die Verkörperung der Titelrolle in der ZDF-Fernsehserie Der Alte von 1986 bis 2007.

## Leben

### Familie und Herkunft
Rolf Schimpf war der Sohn von Margarete Helene (Gretl) Deffner und des Marineoffiziers Hans Schimpf, Enkel von Rosa Helene Schimpf und von Ernst Schimpf, Urenkel des Komponisten Christian Fink und ein Ururenkel des Verlagsgründers Jakob Ferdinand Schreiber.
Schimpfs Vater starb im April 1935 unter niemals vollständig geklärten Umständen in einem Hotel in Breslau. Kurz zuvor war er aus dem Forschungsamt des Luftfahrtministeriums ausgeschieden, das er von 1933 an geleitet hatte.
Rolf Schimpf diente im Zweiten Weltkrieg bei der Sturmartillerie, wobei er eine schwere Kopfverletzung davontrug. Nach Kriegsende erlernte er zunächst bei Hengstenberg in Esslingen am Neckar einen kaufmännischen Beruf.

### Karriere als Schauspieler
Rolf Schimpf wechselte später als Schüler an die Stuttgarter Schauspielschule Gensichen. Nach dem Abschluss der Schauspielausbildung spielte er an verschiedenen Theatern, darunter mit festem Engagement am Stadttheater Luzern (1959/60) und am Stadttheater Bern (1960–1962). Gastspiele gab er unter anderem am Württembergischen Staatstheater Stuttgart, an den Bühnen der Hansestadt Lübeck, am theater 53 in Hamburg, am Künstlertheater Hamburg und an den Hamburger Kammerspielen unter Ida Ehre.
Schimpf war beim Fernsehen ab Ende der 1950er-Jahre vorwiegend in Nebenrollen zu sehen. Ende der 1960er-Jahre war er in den Vorabendserien Hafenkrankenhaus (1968) neben Anneli Granget und in Ida Rogalski (1970) als Sohn von Inge Meysel in durchgehenden Rollen beschäftigt. Es folgten in den 1970er-Jahren weitere TV-Serienrollen: Meine Tochter – Unser Fräulein Doktor (1970), Mein Bruder – Der Herr Doktor Berger (1972) und in Die Protokolle des Herrn M. (1979). Vielfach spielte er in weiteren TV-Serien, allerdings zumeist in Episodenrollen, so auch in der Krimiserie SOKO 5113 (1978–1984), in Büro, Büro (1982), in der Arztserie Die Schwarzwaldklinik (1986) und in Aktenzeichen XY (z. B. Folge 150, 1982). Im satirischen Fernsehfilm Der Sheriff von Linsenbach (1983) war er in seiner ersten TV-Hauptrolle zu sehen. Danach spielte er 1984 die Titelrolle in der Serie Mensch Bachmann und erlangte dadurch größere Bekanntheit. Produzent war Helmut Ringelmann, der ihn wenige Jahre später für Der Alte engagierte. Eine seiner letzten Rollen spielte er im Jahr 2009 als Dr. Korbinian Niederbühl in der ARD-Telenovela Sturm der Liebe. Insgesamt wirkte Schimpf als Schauspieler vor der Kamera in über 120 Film-und-Fernsehproduktionen mit.
Schimpf war auch gelegentlich als Synchronsprecher tätig und lieh dabei unter anderem Bela Lugosi seine Stimme.

### Der Alte
Das Fernsehpublikum kennt Rolf Schimpf insbesondere aus der ZDF-Krimiserie Der Alte, in der er als Nachfolger von Siegfried Lowitz von Februar 1986 bis zum Dezember 2007 den Kriminalhauptkommissar Leo Kress spielte. Im Dezember 2006 kündigte er dann seinen Ausstieg aus der Serie an, nachdem er diese Rolle über 20 Jahre lang verkörpert hatte. Seine 222. und letzte Folge in der Titelrolle wurde im Dezember 2006 gedreht. Die abgedrehten Folgen wurden bis zum 21. Dezember 2007 ausgestrahlt. Allerdings war er nochmals als pensionierter Leo Kress in der im Mai 2009 ausgestrahlten 340. Episode mit dem Titel Taximörder in einer Gastrolle zu sehen.

### Privates
Rolf Schimpf hatte einen Sohn (* 1962) aus erster Ehe, der in Nordeuropa lebt. In zweiter Ehe war er von 1968 bis zu ihrem Tod im Mai 2015 mit der Schauspielerin Ilse Zielstorff verheiratet. Das Ehepaar zog im Juni 2010 gemeinsam in das Senioren-Wohnstift Augustinum in München-Neufriedenheim ein. Seine Frau musste schließlich wegen Demenz in einem Pflegeheim untergebracht werden. Aus finanziellen Gründen musste der inzwischen ebenfalls an Demenz erkrankte Schimpf im November 2023 in ein anderes Seniorenheim ziehen, wo er am 22. März 2025 im Alter von 100 Jahren starb.

## Filmografie (Auswahl)
- 1958: Der kaukasische Kreidekreis (Fernsehfilm)
- 1958: Glaube, Liebe, Hoffnung
- 1964–1966: Hafenpolizei (Fernsehserie, 3 Folgen)
- 1964: Kommissar Freytag (Fernsehserie, 1 Folge)
- 1964: Die Fernfahrer (Fernsehserie, Folge: Die Kontrolle)
- 1965: Die eigenen vier Wände (Fernsehfilm)
- 1965: Gestatten, mein Name ist Cox – (Fernsehserie, Folge: Springen gehört zum Handwerk)
- 1965: Die Unverbesserlichen (Fernsehserie, 1 Folge)
- 1966: Preis der Freiheit
- 1966: Intercontinental Express (Fernsehserie, Folge: Die Puppe mit dem Porzellankopf)
- 1967: Polizeifunk ruft (Fernsehserie, Folge: Gefährlicher Spaziergang)
- 1967: Bürgerkrieg in Rußland (Fünfteiler)
- 1967: Dreizehn Briefe (Fernsehserie)
- 1968: Cliff Dexter (Fernsehserie, Folge: Tod auf dem Golfplatz)
- 1968: Hafenkrankenhaus (Fernsehserie)
- 1968: Vier Stunden von Elbe 1
- 1968: Feldwebel Schmid
- 1969: Ida Rogalski (Fernsehserie)
- 1969: Kim Philby war der dritte Mann
- 1969–1972: Dem Täter auf der Spur (Fernsehserie, 2 Folgen, verschiedene Rollen)
- 1970: Die Kriminalerzählung (Fernsehserie, 1 Folge)
- 1970: Das Chamäleon
- 1970: Der Polizeiminister
- 1971: Kolibri
- 1971: Tatort – Frankfurter Gold
- 1972: Adele Spitzeder
- 1972: Privatdetektiv Frank Kross (Fernsehserie, Folge: Gefüllte Pralinen)
- 1972: Verrat ist kein Gesellschaftsspiel
- 1972: Percy Stuart (Fernsehserie, 1 Folge)
- 1973: Die Powenzbande
- 1973: Der Vorgang
- 1973: Hamburg Transit (Fernsehserie, Folge: Zwölf Wochen umsonst)
- 1973: Die Kriminalerzählung (Fernsehserie, 1 Folge)
- 1974: Härte 10 (Fernsehserie, 1 Folge)
- 1974: Okay S.I.R. (Fernsehserie, Folge: Schutzengel)
- 1974: Tatort: Der Mann aus Zimmer 22
- 1974: Graf Yoster gibt sich die Ehre (Fernsehserie, Folge: Der Papageienkäfig)
- 1974–1978: Lokalseite unten links (Fernsehserie, 2 Folgen, verschiedene Rollen)
- 1975: Kommissariat 9 (Fernsehserie, Folge: Ich bin ein Europäer)
- 1975: Hoftheater (Fernsehserie, Folge: Warum weinen Sie, Mörder Müller?)
- 1975: Autoverleih Pistulla (Fernsehserie, 1 Folge)
- 1975: Kommissariat 9 (Fernsehserie, 1 Folge)
- 1976: Inspektion Lauenstadt (Fernsehserie, 4 Folgen)
- 1976: Tatort: Augenzeuge
- 1976: Aus nichtigem Anlaß
- 1977: Es muß nicht immer Kaviar sein (13-teilige Miniserie)
- 1978–1979: Ein Kapitel für sich (Fernsehserie)
- 1978–1984: SOKO 5113 (Fernsehserie, 33 Folgen)
- 1979: Achtung Zoll!
- 1979: Tatort: Die Kugel im Leib
- 1979: Lena Rais
- 1979: Die Protokolle des Herrn M. (13-teilige Miniserie)
- 1980–1981: Achtung Zoll! (Fernsehserie, 4 Folgen)
- 1980: Tatort: Kein Kinderspiel
- 1980–1982: Aktenzeichen XY... ungelöst (Fernsehreihe, 5 Folgen, verschiedene Rollen)
- 1981–1982: Büro, Büro (Fernsehserie, 1. Staffel)
- 1981: I. O. B. – Spezialauftrag (Fernsehserie, 1 Folge)
- 1981: Zurück an den Absender (Fernsehfilm)
- 1982: Zwei Tote im Sender und Don Carlos im PoGl
- 1982: Die unsterblichen Methoden des Franz Josef Wanninger (Fernsehserie, 1 Folge)
- 1982: Beim Bund (Fernsehserie, 1 Folge)
- 1983: Die Krimistunde (Fernsehserie, 1 Folge)
- 1983: Die Geschwister Oppermann
- 1983: Tatort: Mord ist kein Geschäft
- 1983: Der Sheriff von Linsenbach
- 1983: Der Androjäger (Fernsehserie, 1 Folge)
- 1983: Nesthäkchen
- 1984: Mensch Bachmann
- 1985: Sterne fallen nicht vom Himmel
- 1986: Es muss nicht immer Mord sein (Fernsehserie, 1 Folge)
- 1986: Die Schwarzwaldklinik (Fernsehserie, 3 Folgen)
- 1986–2007, 2009: Der Alte (Fernsehserie, 223 Folgen)
- 1988: Drei D
- 1991: Die liebe Familie (Fernsehserie, 1 Folge)
- 1992: Babylon – Im Bett mit dem Teufel
- 1998: Derrick (Fernsehserie, Folge 281: Das Abschiedsgeschenk)
- 2004: Tatort: Bienzle und der steinerne Gast
- 2009: Sturm der Liebe (Fernsehserie, 4 Folgen)
- 2010: Mondreise (Kurzfilm)
- 2011: Achtung Baby!